# 国立病院機構福岡病院
独立行政法人国立病院機構福岡病院（どくりつぎょうせいほうじんこくりつびょういんきこうふくおかびょういん）は、福岡県福岡市南区にある医療機関。独立行政法人国立病院機構が運営する病院である。旧国立療養所南福岡病院。政策医療分野における免疫異常の基幹医療施設、成育医療、重症心身障害の専門医療施設である。近くに福岡市立屋形原特別支援学校があり、入院・通院しながら通学が可能である。

## 沿革
- 1926年6月10日 - 福岡市屋形原病院として発足。
- 1943年4月1日 - 日本医療団に移管、日本医療団福岡屋形原病院となる。
- 1947年4月1日 - 厚生省に移管、国立療養所屋形原病院となる。
- 1971年7月1日 - 国立療養所南福岡病院に名称変更。
- 2001年1月6日 - 厚生労働省に移管。
- 2004年4月1日 - 独立行政法人国立病院機構発足に伴い、現名称に変更。
- 2008年12月10日 - 院長西間三馨、人事院総裁賞を受賞[2]。

## 診療科
- 呼吸器科
- アレルギー科
- リウマチ科
- 心療内科
- 睡眠センター (睡眠時無呼吸症候群、 ナルコレプシーなど)
- 小児科
- 外科
- 皮膚科
- 耳鼻咽喉科
- 歯科
- 放射線科

## 医療機関の指定等
- 保険医療機関
- 労災保険指定医療機関
- 身体障害者福祉法指定医の配置されている医療機関
- 結核指定医療機関
- 原子爆弾被害者一般疾病医療取扱医療機関
- 公害医療機関
- 特定疾患治療研究事業委託医療機関
- 小児慢性特定疾患治療研究事業委託医療機関

## 交通アクセス
- 西鉄バス無番・6・61・66・161番で福岡病院下下車、徒歩3分（但し、66番の国立福岡病院行きは当院まで乗り入れている。）。